# 1992年
1992年（1992 ねん）は、西暦（グレゴリオ暦）による、水曜日から始まる閏年。平成4年。
この項目では、国際的な視点に基づいた1992年について記載する。

## 他の紀年法
- 干支：壬申（みずのえ さる）
- 日本（月日は一致）
  - 平成4年
  - 皇紀2652年
- 大韓民国（月日は一致）
  - 檀紀4325年
- 中華民国（月日は一致）
  - 中華民国81年
- 朝鮮民主主義人民共和国（月日は一致）
  - 主体81年
- 仏滅紀元：2534年 - 2535年
- イスラム暦：1412年6月25日 - 1413年7月6日
- ユダヤ暦：5752年4月25日 - 5753年4月7日
- UNIX時間：694224000 - 725846399
- 修正ユリウス日 (MJD)：48622 - 48987
- リリウス日 (LD)：149463 - 149828

※主体暦は、朝鮮民主主義人民共和国で1997年に制定された。

## カレンダー
| 1月 |    |    |    |    |    |    |
| 日  | 月 | 火 | 水 | 木 | 金 | 土 |
|     |    |    | 1  | 2  | 3  | 4  |
| 5   | 6  | 7  | 8  | 9  | 10 | 11 |
| 12  | 13 | 14 | 15 | 16 | 17 | 18 |
| 19  | 20 | 21 | 22 | 23 | 24 | 25 |
| 26  | 27 | 28 | 29 | 30 | 31 |    |
|     |    |    |    |    |    |    |

| 2月 |    |    |    |    |    |    |
| 日  | 月 | 火 | 水 | 木 | 金 | 土 |
|     |    |    |    |    |    | 1  |
| 2   | 3  | 4  | 5  | 6  | 7  | 8  |
| 9   | 10 | 11 | 12 | 13 | 14 | 15 |
| 16  | 17 | 18 | 19 | 20 | 21 | 22 |
| 23  | 24 | 25 | 26 | 27 | 28 | 29 |
|     |    |    |    |    |    |    |

| 3月 |    |    |    |    |    |    |
| 日  | 月 | 火 | 水 | 木 | 金 | 土 |
| 1   | 2  | 3  | 4  | 5  | 6  | 7  |
| 8   | 9  | 10 | 11 | 12 | 13 | 14 |
| 15  | 16 | 17 | 18 | 19 | 20 | 21 |
| 22  | 23 | 24 | 25 | 26 | 27 | 28 |
| 29  | 30 | 31 |    |    |    |    |
|     |    |    |    |    |    |    |

| 4月 |    |    |    |    |    |    |
| 日  | 月 | 火 | 水 | 木 | 金 | 土 |
|     |    |    | 1  | 2  | 3  | 4  |
| 5   | 6  | 7  | 8  | 9  | 10 | 11 |
| 12  | 13 | 14 | 15 | 16 | 17 | 18 |
| 19  | 20 | 21 | 22 | 23 | 24 | 25 |
| 26  | 27 | 28 | 29 | 30 |    |    |
|     |    |    |    |    |    |    |

| 5月 |    |    |    |    |    |    |
| 日  | 月 | 火 | 水 | 木 | 金 | 土 |
|     |    |    |    |    | 1  | 2  |
| 3   | 4  | 5  | 6  | 7  | 8  | 9  |
| 10  | 11 | 12 | 13 | 14 | 15 | 16 |
| 17  | 18 | 19 | 20 | 21 | 22 | 23 |
| 24  | 25 | 26 | 27 | 28 | 29 | 30 |
| 31  |    |    |    |    |    |    |
|     |    |    |    |    |    |    |

| 6月 |    |    |    |    |    |    |
| 日  | 月 | 火 | 水 | 木 | 金 | 土 |
|     | 1  | 2  | 3  | 4  | 5  | 6  |
| 7   | 8  | 9  | 10 | 11 | 12 | 13 |
| 14  | 15 | 16 | 17 | 18 | 19 | 20 |
| 21  | 22 | 23 | 24 | 25 | 26 | 27 |
| 28  | 29 | 30 |    |    |    |    |
|     |    |    |    |    |    |    |

| 7月 |    |    |    |    |    |    |
| 日  | 月 | 火 | 水 | 木 | 金 | 土 |
|     |    |    | 1  | 2  | 3  | 4  |
| 5   | 6  | 7  | 8  | 9  | 10 | 11 |
| 12  | 13 | 14 | 15 | 16 | 17 | 18 |
| 19  | 20 | 21 | 22 | 23 | 24 | 25 |
| 26  | 27 | 28 | 29 | 30 | 31 |    |
|     |    |    |    |    |    |    |

| 8月 |    |    |    |    |    |    |
| 日  | 月 | 火 | 水 | 木 | 金 | 土 |
|     |    |    |    |    |    | 1  |
| 2   | 3  | 4  | 5  | 6  | 7  | 8  |
| 9   | 10 | 11 | 12 | 13 | 14 | 15 |
| 16  | 17 | 18 | 19 | 20 | 21 | 22 |
| 23  | 24 | 25 | 26 | 27 | 28 | 29 |
| 30  | 31 |    |    |    |    |    |
|     |    |    |    |    |    |    |

| 9月 |    |    |    |    |    |    |
| 日  | 月 | 火 | 水 | 木 | 金 | 土 |
|     |    | 1  | 2  | 3  | 4  | 5  |
| 6   | 7  | 8  | 9  | 10 | 11 | 12 |
| 13  | 14 | 15 | 16 | 17 | 18 | 19 |
| 20  | 21 | 22 | 23 | 24 | 25 | 26 |
| 27  | 28 | 29 | 30 |    |    |    |
|     |    |    |    |    |    |    |

| 10月 |    |    |    |    |    |    |
| 日   | 月 | 火 | 水 | 木 | 金 | 土 |
|      |    |    |    | 1  | 2  | 3  |
| 4    | 5  | 6  | 7  | 8  | 9  | 10 |
| 11   | 12 | 13 | 14 | 15 | 16 | 17 |
| 18   | 19 | 20 | 21 | 22 | 23 | 24 |
| 25   | 26 | 27 | 28 | 29 | 30 | 31 |
|      |    |    |    |    |    |    |

| 11月 |    |    |    |    |    |    |
| 日   | 月 | 火 | 水 | 木 | 金 | 土 |
| 1    | 2  | 3  | 4  | 5  | 6  | 7  |
| 8    | 9  | 10 | 11 | 12 | 13 | 14 |
| 15   | 16 | 17 | 18 | 19 | 20 | 21 |
| 22   | 23 | 24 | 25 | 26 | 27 | 28 |
| 29   | 30 |    |    |    |    |    |
|      |    |    |    |    |    |    |

| 12月 |    |    |    |    |    |    |
| 日   | 月 | 火 | 水 | 木 | 金 | 土 |
|      |    | 1  | 2  | 3  | 4  | 5  |
| 6    | 7  | 8  | 9  | 10 | 11 | 12 |
| 13   | 14 | 15 | 16 | 17 | 18 | 19 |
| 20   | 21 | 22 | 23 | 24 | 25 | 26 |
| 27   | 28 | 29 | 30 | 31 |    |    |
|      |    |    |    |    |    |    |

## できごと

### 1月
- 1月 - 国際宇宙基地協力協定が発効される。
- 1月1日 - ブトロス・ブトロス＝ガーリが第6代国際連合事務総長に就任[1]。
- 1月6日 - ズヴィアド・ガムサフルディアがクーデターによりグルジアから追放された。
- 1月24日 - イスラエル国、中華人民共和国と国交樹立。

### 2月
- 2月7日 - マーストリヒト条約調印。
- 2月8日 - アルベールビルオリンピック開幕（ - 23日）。夏季オリンピックとの同年開催はこれが最後となり、以降2年ごとに夏季・冬季それぞれのオリンピックが交互に行われることになる。
- 2月14日 - アルゼンチン航空386便食中毒事件

### 3月
- 3月15日 - 国連カンボジア行政機構 (UNTAC) 発足。

### 4月
- 4月5日 - それまで夫婦同氏が原則であったドイツで夫婦別姓が認められる。
- 4月7日 - ボスニア・ヘルツェゴビナ紛争始まる。
- 4月12日 - フランス マルヌ・ラ・ヴァレにヨーロッパ初のディズニーテーマパーク、ユーロディズニーランド（現名称：ディズニーランド パリ）が開園。
- 4月20日
  - セビリア万博開幕（ - 10月12日）。
  - フレディ・マーキュリー追悼コンサートが行われる。
- 4月27日 - ユーゴスラビア社会主義連邦共和国解体。
- 4月29日 - アメリカのロサンゼルスでロス暴動発生。

### 5月
- 5月5日 - コンピュータゲーム『Wolfenstein 3D』発売。初期のファーストパーソン・シューティングゲーム (FPS) の代表作であり、FPSというジャンルを確立した。
- 5月10日 - 日本の4人組ロックバンド・Mr.Childrenがミニ・アルバム「EVERYTHING」でメジャーデビュー。

### 6月
- 6月2日 - デンマーク国民投票でマーストリヒト条約に反対多数
- 6月3日 - 環境と開発に関する国際連合会議（地球サミット）がブラジルのリオデジャネイロで開催
- 6月11日 - コロンビアの歌手ラファエル・オロスコ・マエストレが暗殺
- 6月15日 - PKO協力法成立
- 6月24日 - イスラエル総選挙で15年ぶりに左派勢力圧勝

### 7月
- 7月6日 - ミュンヘンサミット開幕（ - 8日）。
- 7月23日 - アブハジアがグルジアからの独立を宣言、グルジアはこれを認めずアブハジア紛争勃発。
- 7月25日 - バルセロナオリンピック開幕（ - 8月9日）。
- 7月30日 - トランス・ワールド航空843便大破事故

### 8月
- 8月11日 - ミネソタ州ブルーミントンでモール・オブ・アメリカがオープン。
- 8月24日
  - 韓国、中華人民共和国と国交樹立。
  - ハリケーン・アンドリューがフロリダ州に上陸。

### 9月
- 9月11日 - ホンダが第2期F1活動の休止を発表。
- 9月13日 - イタリア政府が自国通貨リラを7%切り下げると発表。

### 10月
- 10月17日 - アメリカルイジアナ州で日本人留学生射殺事件が起きる。
- 10月31日 - ローマ教皇庁が、ガリレオ裁判に誤りがあったことを認め、ガリレオ・ガリレイの名誉が死後350年経って回復される。

### 11月
- 11月3日
  - ビル・クリントン、米大統領選挙に当選。
  - キャロル・モースリー＝ブラウンがイリノイ州から、米国初の女性アフリカ系上院議員（英語版）に当選。

### 12月
- 12月19日 - 金泳三、韓国大統領選挙に当選。

## 芸術・文化・ファッション

### スポーツ
野球
サッカー
- AFCアジアカップ1992（10月29日 - 11月8日、日本・広島県）

モータースポーツ
- F1世界選手権
  - ドライバーズチャンピオン ナイジェル・マンセル
  - コンストラクターズチャンピオン ウィリアムズ・ルノー
- ロードレース世界選手権
  - 500cc ウェイン・レイニー
  - 250cc ルカ・カダローラ

### 映画
本国公開・日本公開ともに当年
- 愛人/ラマン
- 氷の微笑
- バットマン リターンズ
- ボディガード
- ツイン・ドラゴン
- ポリス・ストーリー3

本国公開映画（日本公開は翌年以降）
- マルコムX
- 不思議の森の妖精たち
- アラジン
- トムとジェリーの大冒険
- 許されざる者
- レザボア・ドッグス

### ゲーム
- 星のカービィが発売開始された年（4月27日）。それに伴い、カービィ、デデデ大王、ワドルディ、その他初代星のカービィに登場するキャラクター全てがこの4月27日が誕生日とされている。

## 誕生

### 1月
- 1月1日 - ジャック・ウィルシャー、サッカー選手
- 1月3日 - ホン・アウルテネチェ、サッカー選手
- 1月4日 - クリス・ブライアント、メジャーリーガー
- 1月4日 - メリー・ロー・レイエス、フィギュアスケート選手
- 1月9日 - 方博、卓球選手
- 1月10日 - クリスティアン・アツ、サッカー選手（+ 2022年）
- 1月10日 - シメ・ヴルサリコ、サッカー選手
- 1月14日 - イヌエー・スミット、ファッションモデル
- 1月15日 - チチ・ゴンザレス、メジャーリーガー
- 1月16日 - マーヤ・ケウツ、歌手
- 1月18日 - サビエル・バティスタ、プロ野球選手
- 1月18日 - 睦月周平、作曲家、編曲家
- 1月19日 - ショーン・ジョンソン、体操
- 1月19日 - マック・ミラー、ラッパー
- 1月19日 - ローガン・ラーマン、俳優
- 1月22日 - ヴァンサン・アブバカル、サッカー選手
- 1月26日 - 月山和香、プロレスラー、女優
- 1月26日 - メルセデス・モネ、プロレスラー
- 1月30日 - トム・インス、サッカー選手
- 1月31日 - アレックス・クラウディオ、メジャーリーガー
- 1月31日 - 権敬源、サッカー選手

### 2月
- 2月3日 - 大野将平、柔道家
- 2月3日 - シュミット・ダニエル、サッカー選手
- 2月5日 - ネイマール、サッカー選手
- 2月6日 - ディエゴ・ポレンタ、サッカー選手
- 2月7日 - クセニヤ・ストルボワ、フィギュアスケート選手
- 2月7日 - ジェイン、シンガーソングライター
- 2月8日 - クセニヤ・モンコ、フィギュアスケート選手
- 2月9日 - アヴァン・ジョーギア、俳優
- 2月9日 - アナヨルキラ・ビネット、バレーボール選手
- 2月10日 - 仲川遥香、AKB48、JKT48の元メンバー、インドネシア在住の日本人アーティスト
- 2月11日 - テイラー・ロートナー、俳優
- 2月14日 - クリスティアン・エリクセン、サッカー選手
- 2月14日 - 菅原小春、ダンサー
- 2月14日 - フレディ・ハイモア、俳優
- 2月15日 - エルネスト・シルバ、元マイナーリーガー
- 2月17日 - メガン・ジェット・マーティン、女優、歌手
- 2月17日 - ローレン・コウ、フィギュアスケート選手
- 2月21日 - フィル・ジョーンズ、サッカー選手
- 2月23日 - カルロス・エンリケ・ジョゼ・フランシスコ・ヴェナンシオ・カジミーロ、サッカー選手
- 2月23日 - コーリー・アダムソン、プロ野球選手
- 2月24日 - エゴール・コチェーエフ、フィギュアスケート選手
- 2月25日 - マックス・アーロン、フィギアスケート選手
- 2月26日 - 芥見下々、漫画家
- 2月27日 - アルチョム・グリゴリエフ、フィギュアスケート選手
- 2月29日 - サフィル・タイデル、サッカー選手

### 3月
- 3月4日 - ベルント・レノ、サッカー選手
- 3月5日 - ルーベン・ブロマールト、フィギュアスケート選手
- 3月10日 - エミリー・オスメント、女優、歌手
- 3月13日 - カヤ・スコデラリオ、女優、ファッションモデル
- 3月13日 - ジョージ・マッケイ、俳優
- 3月17日 - ジョン・ボイエガ、俳優
- 3月21日 - カロリナ・プリスコバ、テニス選手
- 3月23日 - カイリー・アービング、バスケットボール選手
- 3月26日 - ダニエル・イートン、フィギアスケート選手
- 3月27日 - 悠木碧、声優
- 3月28日 - セルジ・ゴメス、サッカー選手
- 3月29日 - モーガン・フィギンズ、フィギュアスケート選手
- 3月31日 - ベアートリチェー・ロジンスカイテー、フィギュアスケート選手

### 4月
- 4月10日 - サディオ・マネ、サッカー選手
- 4月10日 - デイジー・リドリー、女優
- 4月13日 - モハンマド・アミール、クリケット選手
- 4月13日 - ルシアノ・フェルナンド、プロ野球選手
- 4月18日 - アラズ・アブドゥライェフ、サッカー選手
- 4月20日 - オクタヴィウス・フリーマン、陸上競技選手
- 4月21日 - ジョク・ピーダーソン、メジャーリーガー
- 4月21日 - フランシスコ・ロマン・アラルコン、サッカー選手
- 4月22日 - イングリッシュ・ガードナー、陸上競技選手
- 4月22日 - エドウィン・エスコバー、メジャーリーガー
- 4月24日 - ドック・ショウ、俳優
- 4月26日 - アーロン・ジャッジ、メジャーリーガー
- 4月30日 - マルク＝アンドレ・テア・シュテーゲン、サッカー選手

### 5月
- 5月1日 - サミー・アメオビ、サッカー選手
- 5月3日 - ケリン・デグラン、マイナーリーガー
- 5月3日 - メリッサ・ウー、飛込選手
- 5月4日 - イヴァナ・レイトマエロヴァ、フィギュアスケート選手
- 5月5日 - 深澤辰哉、アイドル、俳優 (Snow Man)
- 5月6日 - 宇佐美貴史、サッカー選手
- 5月8日 - ロマン・エメリヤノフ、サッカー選手
- 5月11日 - ティボ・クルトゥワ、サッカー選手
- 5月12日 - マルコム・デヴィッド・ケリー、俳優
- 5月18日 - ニーナ・ペトゥシコワ、フィギュアスケート選手
- 5月18日 - ブライアン・イドウ、サッカー選手
- 5月18日 - ヨリック・ヘンドリックス、フィギュアスケート選手
- 5月19日 - エレノア・トムリンソン、女優
- 5月19日 - サム・スミス、シンガーソングライター
- 5月19日 - ヘザー・ワトソン、テニス選手
- 5月26日 - ジェニー・ベヘマー、フィギュアスケート選手
- 5月27日 - エカテリーナ・プシュカシュ、フィギュアスケート選手
- 5月28日 - 柴崎岳、サッカー選手

### 6月
- 6月3日 - マリオ・ゲッツェ、サッカー選手
- 6月10日 - ケイト・アプトン、女優、モデル
- 6月10日 - サウリウス・アンブルレヴィチウス、フィギュアスケート選手
- 6月12日 - フィリペ・コウチーニョ、サッカー選手
- 6月14日 - ダリル・サバラ、俳優
- 6月15日 - ダフネ・シパーズ、陸上競技選手
- 6月15日 - モハメド・サラー、サッカー選手
- 6月19日 - オスカー・タベラス、プロ野球選手（+ 2014年）
- 6月24日 - ダヴィド・アラバ、サッカー選手
- 6月25日 - 呉勝録、サッカー選手
- 6月26日 - ジェネット・マッカーディ、女優、歌手
- 6月26日 - ルディ・ゴベール、バスケットボール選手
- 6月27日 - 本田翼、女優、モデル
- 6月28日 - エレイン・トンプソン、陸上競技選手
- 6月28日 - 小原好美、声優

### 7月
- 7月1日 - ミア・楓・キャメロン、AV女優
- 7月1日 - アーロン・サンチェス、メジャーリーガー
- 7月2日 - 髙木菜那、スピードスケート選手
- 7月5日 - 佐久間大介、アイドル、俳優 (Snow Man)
- 7月6日 - コス・ジョルト、フィギュアスケート選手
- 7月6日 - マニー・マチャド、メジャーリーガー
- 7月9日 - ロリータ・アナナソワ、シンクロナイズスイミング選手
- 7月15日 - 朝倉未来、総合格闘家
- 7月16日 - 山田哲人、プロ野球選手
- 7月21日 - レイチェル・フラット、フィギュアスケート選手
- 7月22日 - セレーナ・ゴメス、女優・歌手
- 7月23日 - ダニー・イングス、サッカー選手
- 7月23日 - 陶瀚林、フィギュアスケート選手
- 7月26日 - ルーカス・ノゲイラ、バスケットボール選手
- 7月28日 - アンジェラ・マクスウェル、フィギュアスケート選手
- 7月31日 - ホセ・フェルナンデス、メジャーリーガー（+ 2016年）

### 8月
- 8月2日 - チャーリー・エックス・シー・エックス、シンガーソングライター
- 8月4日 - ディラン&コール・スプラウス、双子俳優
- 8月4日 - ドミンゴ・ヘルマン、プロ野球選手
- 8月5日 - 陳定、陸上競技選手
- 8月6日 - 大西沙織、声優
- 8月6日 - 韓聰、フィギュアスケート選手
- 8月6日 - 角田夏実、柔道家
- 8月7日 - アレックス・シャルク、サッカー選手
- 8月7日 - 薮田和樹、プロ野球選手
- 8月8日 - 逢田梨香子、声優
- 8月10日 - アーチー・ブラッドリー、メジャーリーガー
- 8月11日 - 王鑫、飛込選手
- 8月12日 - カーラ・デルヴィーニュ、ファッションモデル
- 8月13日 - ルーカス・モウラ、サッカー選手
- 8月16日 - ディエゴ・シュワルツマン、テニス選手
- 8月16日 - デライノ・デシールズ・ジュニア、メジャーリーガー
- 8月18日 - 王一、フィギアスケート選手
- 8月20日 - 白石麻衣、女優・タレント(元乃木坂46)
- 8月20日 - デミ・ロヴァート、女優・歌手
- 8月21日 - ブランドン・ドルーリー、メジャーリーガー
- 8月24日 - エインジェル、ファッションモデル
- 8月25日 - リカルド・ロドリゲス (サッカー選手)、サッカー選手
- 8月26日 - 重岡大毅、アイドル、俳優 (WEST.)
- 8月26日 - マイケル・フランコ、メジャーリーガー
- 8月27日 - 松村沙友理、タレント(元乃木坂46)
- 8月28日 - ビスマック・ビヨンボ、バスケットボール選手

### 9月
- 9月4日 - レイヴァン・クルザワ、サッカー選手
- 9月6日 - 宋家豪、プロ野球選手
- 9月7日 - トーベ・アレクサンダーソン、オリエンテーリング選手、スキーオリエンテーリング選手
- 9月9日 - 飯田友子、声優
- 9月11日 - 猪野広樹、俳優
- 9月12日 - プリシラ・アラベス、フィギュアスケート選手
- 9月13日 - せいや（霜降り明星）、お笑いタレント
- 9月14日 - ジコ、歌手、Block Bのリーダー
- 9月16日 - ニック・ジョナス（ジョナス・ブラザーズ）、歌手・俳優
- 9月18日 - Joji、シンガー、ソングライター、ラッパー
- 9月19日 - ハビエル・エスピノサ、サッカー選手
- 9月20日 - サフラ・アリザデ、歌手
- 9月21日 - 内田雄馬、声優
- 9月21日 - 加藤将、俳優
- 9月23日 - ダイラン・アンスワース、マイナーリーガー
- 9月25日 - キオーナ・マクラフリン、フィギュアスケート選手
- 9月27日 - 根岸愛、アイドル・タレント・声優・ゲーマー。女性アイドルグループ『PASSPO☆』の元メンバー

### 10月
- 10月5日 - ケビン・マグヌッセン、レーシングドライバー
- 10月6日 - 東園恵、フリーアナウンサー
- 10月10日 - ガブリエル・アプリン、歌手、シンガーソングライター
- 10月10日 - 藤本タツキ、漫画家
- 10月10日 - ヤノ・アナニーゼ、サッカー選手
- 10月11日 - カリーム・ヴァレンタイン、競泳選手
- 10月14日 - イリー・プロハースカ、総合格闘家
- 10月16日 - ブライス・ハーパー、野球選手
- 10月17日 - 宮内ひとみ、女優
- 10月17日 - ハンサー・アルベルト、メジャーリーガー
- 10月19日 - キム・ジウォン、女優
- 10月22日 - ソフィア・ヴァジリーヴァ、女優
- 10月22日 - 21サヴェージ、ラッパー
- 10月24日 - アレクサンダー・ショルツ、サッカー選手
- 10月25日 - クラリス・アグベニュー、柔道家
- 10月27日 - 池田純矢、声優
- 10月27日 - ステファン・エル・シャーラウィ、サッカー選手

### 11月
- 11月2日 - ナオミ・アッキー、女優
- 11月3日 - サラ・ウルタド、フィギュアスケート選手
- 11月5日 - マルコ・ヴェッラッティ、サッカー選手
- 11月5日 - 渡辺翔太、アイドル、俳優 (Snow Man)
- 11月9日 - グレッグ・バード、メジャーリーガー
- 11月10日 - ウィルフレッド・ザハ、サッカー選手
- 11月20日 - 鮫島るい、AV女優
- 11月23日 - マイリー・サイラス、女優、歌手
- 11月25日 - ザック・シャダ、俳優、声優
- 11月25日 - 野村敏京、ゴルファー

### 12月
- 12月2日 - ゲイリー・サンチェス、プロ野球選手
- 12月3日 - アヤンレ・スレイマン、陸上競技選手
- 12月4日 - ジン、歌手、BTS（防弾少年団）のメンバー
- 12月4日 - ラウル・アルカンタラ、プロ野球選手
- 12月6日 - 梁鶴善、体操選手
- 12月8日 - 横山由依(元AKB48)、タレント
- 12月11日 - 昌子源、サッカー選手
- 12月11日 - ドルトン・ポンペイ、メジャーリーガー
- 12月14日 - トリー・ケリー、シンガーソングライター
- 12月14日 - 宮市亮、サッカー選手
- 12月18日 - ブリジット・メンドラー、女優、歌手
- 12月19日 - イケル・ムニアイン、サッカー選手
- 12月20日 - イ・セヨン、俳優、タレント
- 12月20日 - クセニヤ・マカロワ、フィギュアスケート選手

## ノーベル賞
- 物理学賞 - ジョルジュ・シャルパク
- 化学賞 - ルドルフ・マーカス
- 生理学・医学賞 - エドモンド・フィッシャー、エドヴィン・クレープス
- 文学賞 - デレック・ウォルコット
- 平和賞 - リゴベルタ・メンチュウ
- 経済学賞 - ゲーリー・ベッカー